# Jordan Leopold
Jordan Douglas Leopold (* 3. August 1980 in Golden Valley, Minnesota) ist ein ehemaliger US-amerikanischer Eishockeyspieler, der im Verlauf seiner aktiven Karriere zwischen 1998 und 2015 unter anderem 775 Spiele für die Calgary Flames, Colorado Avalanche, Florida Panthers, Pittsburgh Penguins, Buffalo Sabres, St. Louis Blues, Columbus Blue Jackets und Minnesota Wild in der National Hockey League auf der Position des Verteidigers bestritten hat.

## Karriere
Leopold wurde beim NHL Entry Draft 1999 in der zweiten Runde an 44. Stelle von den Mighty Ducks of Anaheim ausgewählt. 2002 erhielt er den Preis für den besten männlichen College-Spieler, den Hobey Baker Memorial Award. Im selben Jahr gab er zudem sein Debüt in der US-amerikanischen Nationalmannschaft.
Obwohl er bereits 1999 gedraftet worden war, absolvierte er sein erstes NHL-Spiel erst in der Saison 2002/03. In dieser Saison bestritt er für die Calgary Flames 58 Spiele und erzielte 14 Punkte, darunter vier Tore. In der zweiten Saison bei den Flames absolvierte er in der regulären Saison alle 82 Spiele und erreichte erstmals die Playoffs der NHL, wo man erst im Stanley-Cup-Finale den Tampa Bay Lightning unterlag. Am 24. Juni 2006 wechselte er im Tausch mit Alex Tanguay nach Denver zu den Colorado Avalanche. Die Avalanche erhielten von Calgary für Tanguay neben Leopold auch noch einen Draftpick für die zweite Runde im NHL Entry Draft 2006 sowie einen weiteren Draftpick für die zweite Runde im NHL Entry Draft 2007.
In Colorado absolvierte er 122 Spiele und erzielte dabei 38 Punkte, darunter 13 Tore, bevor am 4. März 2009, dem Tag der Trade Deadline, im Austausch für die Verteidiger Lawrence Nycholat und Ryan Wilson sowie einen Zweitrunden-Draftpick wieder zurück nach Calgary transferiert wurde. Gleich in seinem ersten Spiel für sein neues Team erzielte er beim 5:1-Erfolg gegen die Philadelphia Flyers ein Tor. Allerdings blieb er nur bis zum Saisonende in der kanadischen Eishockey-Metropole, da er im Rahmen des NHL Entry Draft 2009 gemeinsam mit einem Drittrunden-Draftrecht zu den Florida Panthers abgegeben wurde. Im Gegenzug erhielten die Flames das primäre Vertragsverhandlungsrecht für Free-Agent-Verteidiger Jay Bouwmeester. In der Spielzeit 2009/10 absolvierte Leopold 61 Spiele für die Florida Panthers und erreichte in diesen sieben Tore und 18 Vorlagen.
Am 1. Mai 2010 wurde der US-amerikanische Verteidiger für ein Zweitrunden-Wahlrecht im NHL Entry Draft 2010 zu den Pittsburgh Penguins transferiert. An den Playoffs nahm Leopold in der ersten Serie nur an einem kompletten Spiel teil. Im zweiten Spiel zwischen den Penguins und den Ottawa Senators, das am 16. April 2010 stattfand, blieb der Verteidiger durch einen Bodycheck des Spielers Andy Sutton mehrere Sekunden regungslos auf dem Eis liegen. Er kehrte nach einer kürzeren Genesungszeit zum zweiten Spiel des Conference Halbfinales zurück.
Am 1. Juli 2010 nahmen die Buffalo Sabres Jordan Leopold als Free Agent unter Vertrag. Am 30. März 2013 wurde er zu den St. Louis Blues transferiert. Dort blieb er bis November 2014, als ihn die Blues an die Columbus Blue Jackets abgaben und im Gegenzug ein Fünftrunden-Wahlrecht für den NHL Entry Draft 2016 erhielten.
Auch in Columbus blieb Leopold nur wenige Monate, bis er im März 2015 im Tausch gegen Justin Falk und ein Fünftrunden-Wahlrecht im NHL Entry Draft 2015 zu den Minnesota Wild wechselte. Dort beendete Leopold die Saison, erhielt jedoch keinen neuen Vertrag. Danach beendete er seine aktive Karriere.

## Erfolge und Auszeichnungen
| - 1999 WCHA All-Rookie Team - 1999 WCHA Third All-Star Team - 2000 WCHA Second All-Star Team - 2001 WCHA First All-Star Team - 2001 WCHA Defensive Player of the Year - 2001 NCAA West First All-American Team | - 2002 WCHA First All-Star Team - 2002 WCHA Defensive Player of the Year - 2002 NCAA West First All-American Team - 2002 Hobey Baker Memorial Award - 2003 Teilnahme am NHL YoungStars Game |

## Karrierestatistik

### International
Vertrat USA bei:
| - U20-Junioren-Weltmeisterschaft 1998 - U20-Junioren-Weltmeisterschaft 1999 - Weltmeisterschaft 2002 - Weltmeisterschaft 2003 | - World Cup of Hockey 2004 - Weltmeisterschaft 2005 - Olympischen Winterspielen 2006 - Weltmeisterschaft 2008 |

(Legende zur Spielerstatistik: Sp oder GP = absolvierte Spiele; T oder G = erzielte Tore; V oder A = erzielte Assists; Pkt oder Pts = erzielte Scorerpunkte; SM oder PIM = erhaltene Strafminuten; +/− = Plus/Minus-Bilanz; PP = erzielte Überzahltore; SH = erzielte Unterzahltore; GW = erzielte Siegtore; 1 Play-downs/Relegation; Kursiv: Statistik nicht vollständig)